# Perimede (Schwester des Amphitryon)
Perimede (altgriechisch Περιμήδη Perimḗdē) ist in der griechischen Mythologie die Schwester des Amphitryon und Gattin des Likymnios. Aus dieser Verbindung stammen die Söhne Oionos, der erste Olympionike während der von Herakles veranstalteten Olympischen Spiele, Argeios und Melas.
Über Perimedes Schicksal, insbesondere nach der Vertreibung des Likymnios mit den Herakleiden aus Tiryns, ist nichts bekannt.